# L'Œuf sauvage
 (octobre 2017).
Si vous disposez d'ouvrages ou d'articles de référence ou si vous connaissez des sites web de qualité traitant du thème abordé ici, merci de compléter l'article en donnant les références utiles à sa vérifiabilité et en les liant à la section « Notes et références ».
L'Œuf sauvage est une revue d'art française, fondée en 1991 par Claude Roffat, et dont 9 numéros ont été publiés entre 1991 et 1994. Dix-sept ans plus tard, le no 10 sort à l'automne 2011.
L'Œuf sauvage est aussi une aventure éditoriale originale, unique et indépendante, tournée vers l'art brut, singulier, hors-les-normes, en passant par les arts premiers et le surréalisme, et défendant un certain nombre de créateurs contemporains. 
L'Œuf sauvage est enfin lié à un ensemble de lieux d'expositions : outre sa propre galerie à Marseille, ouverte entre 2004 et 2007, il collabore régulièrement avec la galerie Béatrice Soulié et la Halle Saint-Pierre à Paris, ainsi que l'abbaye d'Auberive.

## Histoire
L'aventure de L'Œuf sauvage est liée à celle de son créateur, Claude Roffat, un libraire parisien spécialisé dans le surréalisme, qui devient, presque par hasard, galeriste d'art « hors-les-normes » lorsque, en 1987, il découvre le travail de Philippe Dereux dans une galerie lyonnaise. Il décide alors de présenter ce dernier dans sa librairie – qui ne contenait guère de livres faute de stocks –, située à Paris, rue Henri-Monnier, près de la place Pigalle. S'ensuit une série d'expositions pour lesquelles Claude Roffat édite les catalogues.
Écœuré par l'absence des artistes qu'il admire dans les publications sur l'art, Roffat décide de créer sa propre revue. Il s'entoure d'un certain nombre de chroniqueurs avisés (Jean-Louis Bédouin, Jean-Louis Lanoux, Claude et Clovis Prévost), dont beaucoup sont eux-mêmes artistes, et le premier numéro de L'Œuf sauvage voit le jour en novembre 1991. 
En 12 numéros parus à ce jour[Quand ?], la qualité de la revue et la pertinence des articles en font une référence obligée dans l'édition d'art, auprès des amateurs d'art brut, d'art naïf, d'art populaire, d'art premier, de surréalisme, d'art « autre »… La revue puis les publications à l'enseigne des Amis de L'Œuf sauvage défendent fidèlement un certain nombre d'artistes en marge du circuit officiel : Jean Rustin, Louis Pons, Jean Benoît, Pierre Bettencourt, Philippe Dereux, Denis Pouppeville, Marie Morel, Patrice Cadiou, René Moreu, Francis Marshall, Stani Nitkowski, A.C.M., Bernard Pruvost, Ghislaine.
Dès 1994, Claude Roffat a édité plusieurs collections plus modestes, dont deux numéros de la revue Enfers, des monographies d'artistes, des tirages limités de dessins d'artistes, des écrits de Philippe Dereux.

### L'Œuf sauvage
- N° 1 (octobre-novembre 1991) : « De l'Œil à l'œuf par Claude Roffat », « Yolande Fièvre » par Jean-Louis Lanoux, « Simone Le Carré-Galimard » par Jean-Louis Lanoux, « La constellation André Breton » par Jean-Louis Bédouin, « Les enveloppes de Marie Morel » par Claude Roffat, « L'autre Fragonard » par Pierre Bettencourt.
- N° 2 (décembre-janvier 1992) : « Anselme Boix-Vives » par Jean-Louis Lanoux, « Bernard Réquichot » par Jean Planche,« Métaplastique » par Bernard Réquichot, « Dominique d'Acher » par Michel Troche, « Eva Lallement » par  Henri-Claude Cousseau, Jean Huguet et Jean-Pierre Nuaud,   « La Fabuloserie » par Caroline Bourbonnais, « Lettres sur Dubuffet » par Philippe Dereux.
- N° 3 (mars-avril 1992) : « Le Culte des morts » par Claude Roffat, « La Maison Picassiette » par Claude et Clovis Prévost, « Gilbert Pastor » par Jean-Louis Lanoux, « Louis Pons (artiste) » par Snop, « Unica Zürn » par Françoise Buisson, « L'Art Fang » par Jean-Claude Meinioux, « Séraphine Louis » par René Moreu.
- N° 4 (été 1992) : « Pierre Bettencourt » par André-Pierre de Mandiargues, « Sima », par Jean Planche, « Joseph Sima, Roger-Gilbert Lecomte et Le Grand jeu » par Christian Noorbergen, « Madge Gill » par Michel Thévoz, « XXX ans d'épluchures » par Philippe Dereux, « Francis Marshall », par lui-même, Hubert Reeves et Michel Ragon, « Les crânes surmodelés du Moyen Sépik. Objets de culte, objets d'art » par Jean-Claude Meinioux, « La collection du Docteur Ferdière » par Edouard Jaguer.
- N° 5 (automne 1992) : « Joseph Crépin » par Jean-Louis Lanoux, « Les masques esquimaux » par Jean-Loup Rousselot, « René Moreu » par Jean-Louis Bédouin, « Fred Deux » par Paul Duchein, « Je ne découvre pas, je soulève » par Fred Deux « Bertrand Dorny » par Jean Planche, « Les Dévotions du tendre » par Yves Le Fur, « Pour Tyree Guyton » par Le Mouvement surréaliste aux États-Unis.
- N° 6 (hiver 1992-93) : « Dado ou le Cardinal de Retz » par Pierre Bettencourt, « Salut à François Mathey » par Paul Duchein, « Paul Duchein, Le magicien de Montauban » par Philippe Comte, « Georges Bru » par Paul Duchein, « Joel-Peter Witkin » par Claude Roffat, « Armand Avril » par Jean-Jacques Lerrant.
- N° 7 (été 1993) : « Gaston Chaissac » par Dominique Allan Michaud, « La Tour d'Eben-Ezer de Robert Garcet » par Claude et Clovis Prévost, « Fabian Sanchez » par Jean-Louis Lanoux, « Janz Franz » par Hermann Nitsch, « Jean-Louis Bédouin » par Edouard Jaguer, « Stani Nitkowski » par Gérard Barrière, « Pierre Pécoud » par Frédéric Regard.
- N° 8 (automne 1993) : « Michel Macréau » par Jean-Louis Lanoux, « Rothéneuf ou le génie du lieu » par Jean-Louis Bédouin, « Léo Ferré » photographies d'Hubert Grooteclaes, texte de Dominique Lacout, « Stéphane Mandelbaum » par Georges Meurant, « Manifeste, une histoire parallèle » chronique d'un désastre par Claude Roffat, « Peintures des aborigènes d'Australie » par Jean Planche.
- N° 9 (automne 1994) : « Aloïse » par Jacqueline Porret-Forel, « Lettre de Ferdinand Cheval » à un journaliste parisien, « Jano Pesset » par Claude Roffat, « Regards sur la peinture naïve » par Roger Cardinal, « Kachina » par Jean-Louis Bédouin, « Le balcon en forêt d'Andrée et Jean Moiziard » par Jean Planche.
- N° 10 (automne 2011) : « Éloge de Jean Rustin » par Claude Roffat, « L'art magique de Patrice Cadiou » par Joël Gayraud, « 9 questions à Marilena Pelosi » par Laurent Danchin, « Ronan-Jim Sévellec » par lui-même, « Les statues-menhirs » par Aurélien Pierre, « Ghislaine » par Claude Roffat.
- N° 11 (automne 2012) : « Paul Rebeyrolle » par Lionel Bourg, « Marcel Storr » par Laurent Danchin, « Mater dolorosa » par Joël Gayraud, « Victor Soren » par Jean-Michel Maubert, « Jean de Ritoù » par Jano Pesset, « Katia » par Claude Roffat.
- N° 12 (printemps 2015) : « Baisser de rideau » par Claude Roffat, « A.C.M., Visite aux cités oxydées » par Jean-Louis Lanoux, « Denis Pouppeville, Le funambule des couleurs » par Joël Gayraud, « Bernard Pruvost, Un début d'incendie dans la prunelle » par Lionel Bourg, « Jean Benoît, Le mystère en plein soleil » par Marine Degli, « Pierre Martelanche, La cabane idéale du vigneron » par Jean Yves Loude, « De la dictature de la bouffonnerie en art contemporain » par Nicole Esterolle.

### Enfers
- N° 1 (mars 1994) : « Ex-Carne » par Yves Le Fur, « André Masson » par Bernard Noël, « Stassart Springer » par Pierre Bettencourt, « Joel-Peter Witkin » par Claude Roffat, « Stéphane Mandelbaum » par Marcel Moreau, « Claude Alexandre » par Pierre Bourgeade, photographie de couverture par Joel-Peter Witkin.
- N° 2 (dédié à Jean Rustin, avril 1996) : « Défense de Jean Rustin » par Claude Roffat, « La présence fascinée » par Pascal Quignard, « Visites à l'atelier » par Agnès Méray (photographies de Claude Alexandre), « L'évitement du pire » par Françoise Ascal.

### Petites collections monographiques
- Pierre Bettencourt, Idoles et hauts-reliefs (1997).
- Jephan de Villiers : « Mémoires du bord du monde » par Jephan de Villiers, « L'enfant qui portait la forêt sur son dos » par Caroline Lamarche, « L'Arbonie, un exemple de civilisation imaginaire » par Laurent Danchin, « Le passé recomposé » par Danièle Gillemon, « La dernière marche en forêt » par Claude Roffat (1998).
- Florent Chopin (avril 2000).
- Ronan-Jim Sévellec : textes de R. J. Sévellec, Claude Roffat et Henri Tiéguez (juin 2000).
- Abbé Coutant : textes d'Éric Benetto et Jano Coudrin (juillet 2008).

### Livres d'artistes & fac-similés
- Marie Morel - Lettres à Thomas + Dessins pour Thomas (1999)
- Francis Marshall - 12 dessins dégénérés
- Jean Rustin
- Marilena Pelosi
- Jules Renard : Journal (extraits) 1887-1910 - Vignettes de Denis Pouppeville - Préface de Claude Roffat (2006).
- Jano Pesset, Les Avaleurs de nuages (2010).
- Ghislaine, La tortue et le lièvre, correspondance avec Laurent Danchin. « Avant-voir » de Claude Roffat, 25 reproductions d'œuvres de Ghislaine (2014).
- Jean-Luc Giraud, Monotypes estivaux. «Avant-voir» de Claude Roffat (2014)

### Écrits de Philippe Dereux
- Sagesse des épluchures, illustré de 12 reproductions contrecollées, préface de Claude Roffat (2001).
- L'Enfer d'écrire, suivi de La Grande parade, préface de Claude Roffat (2002).
- Journal des épluchures (2002), illustré de 12 reproductions contrecollées
- Le Temps des assassins (2003), illustré de dix dessins par Denis Pouppeville

## Expositions collectives
- 2 février-14 juin 1998 : « L'œil à l'état sauvage », Halle Saint-Pierre, Paris
- 25 septembre-25 octobre 2008 : « L'Œuf sauvage », galerie Alain Paire, Aix-en-Provence
- 14 juin-14 octobre 2009 : « Claude Roffat, un parcours singulier », abbaye d'Auberive